# Adieu Gary
Pour plus de détails, voir Fiche technique et Distribution.
Adieu Gary est un film français réalisé par Nassim Amaouche en 2008. Il s'agit du premier long-métrage du réalisateur qui de plus est présenté dans la section de la Semaine de la critique lors du Festival de Cannes 2009 où il remporte le grand prix.

## Synopsis
Samir revient chez son père Francis après avoir purgé une peine de prison de moyenne durée pour petit trafic. Francis est veuf et vit dans une ville ouvrière dont l'usine a fermé quelque temps auparavant laissant la population, majoritairement immigrée de l'Afrique du Nord, désœuvrée. Icham, le frère de Samir, est employé au supermarché local. Francis a été licencié de l'usine malgré les actions des syndicats. Il entretient une liaison secrète avec sa voisine Maria, dont le mari « Gary », surnommé ainsi pour sa ressemblance avec Gary Cooper, est parti avec une femme plus jeune quelques années auparavant, la laissant seule avec un fils José, devenu mutique et attendant le retour hypothétique de son père. Icham fait embaucher Samir au supermarché. Samir est attiré par Nejma, serveuse au café. Rapidement Samir ne supporte plus son emploi et quitte son travail, cela met Francis très en colère. Francis continue de réparer seul l'ultime grosse machine de l'usine, ne supportant pas de laisser un travail inachevé. Le temps s'écoule lentement dans la cité ouvrière, et d'autres rapports sociaux s'installent entre les habitants : le travail vient à manquer et les jeunes s'en vont, les petits trafics et débrouilles s'organisent. Les travailleurs sociaux étant partis avec l'arrêt de l'usine, le local est utilisé comme mosquée et fait office de lieu de rencontre et d'entraide communautaire. Samir et Nejma entament une liaison. Samir rejoint Francis dans son atelier et l'aide a terminer de réparer sa machine, ils se réconcilient. Une nuit, Francis, déguisé en cow-boy comme Gary Cooper, entre dans la chambre obscure de José. José lui dit que sa mère est amoureuse de Francis et qu'il est heureux pour elle, car il l'aime bien Francis. Nejma part pour Paris.

## Fiche technique
- Titre : Adieu Gary
- Réalisation : Nassim Amaouche
- Scénario : Nassim Amaouche
- Directeur de la photographie : Samuel Collardey
- Montage : Julien Lacheray
- Musique : Le Trio Joubran
- Production : Jean-Philippe Andraca, Christian Bérard
- Sociétés de production : Les Films A4, en collaboration avec Rhône-Alpes Cinéma et Studiocanal
- Pays de production :  France
- Langue : français
- Date de sortie : France : 22 juillet 2009

## Distribution
- Jean-Pierre Bacri : Francis
- Dominique Reymond : Maria, voisine et amoureuse de Francis
- Yasmine Belmadi : Samir, fils de Francis
- Mhamed Arezki : Icham, fils de Francis, employé au supermarché
- Sabrina Ouazani : Nejma, serveuse au café, amoureuse de Samir
- Hab-Eddine Sebiane : Abdel, frère de Nejma
- Alexandre Bonnin : José, fils de Maria
- Bernard Blancan : le voisin de Francis
- Azzedine Bouabba : Azzedine
- Frédéric Hulne : le médecin
- Mohamed Mahmoud Ould Mohamed : le père d'Abdel et Nejma
- Abdelhafid Metalsi : le nouveau voisin
- Mariam Koné : la vendeuse déguisée en ange

## Production

### Tournage
Le film a été tourné à la cité Blanche dans la commune du Viviers en Ardèche, sur le site désaffecté de l'ancienne cité ouvrière de la cimenterie toujours en activité du Groupe Lafarge ouverte en 1868,.
C'est le dernier rôle de l'acteur Yasmine Belmadi, qui meurt peu de temps avant la sortie du film.

Différents angles de la Cité Blanche dans le film
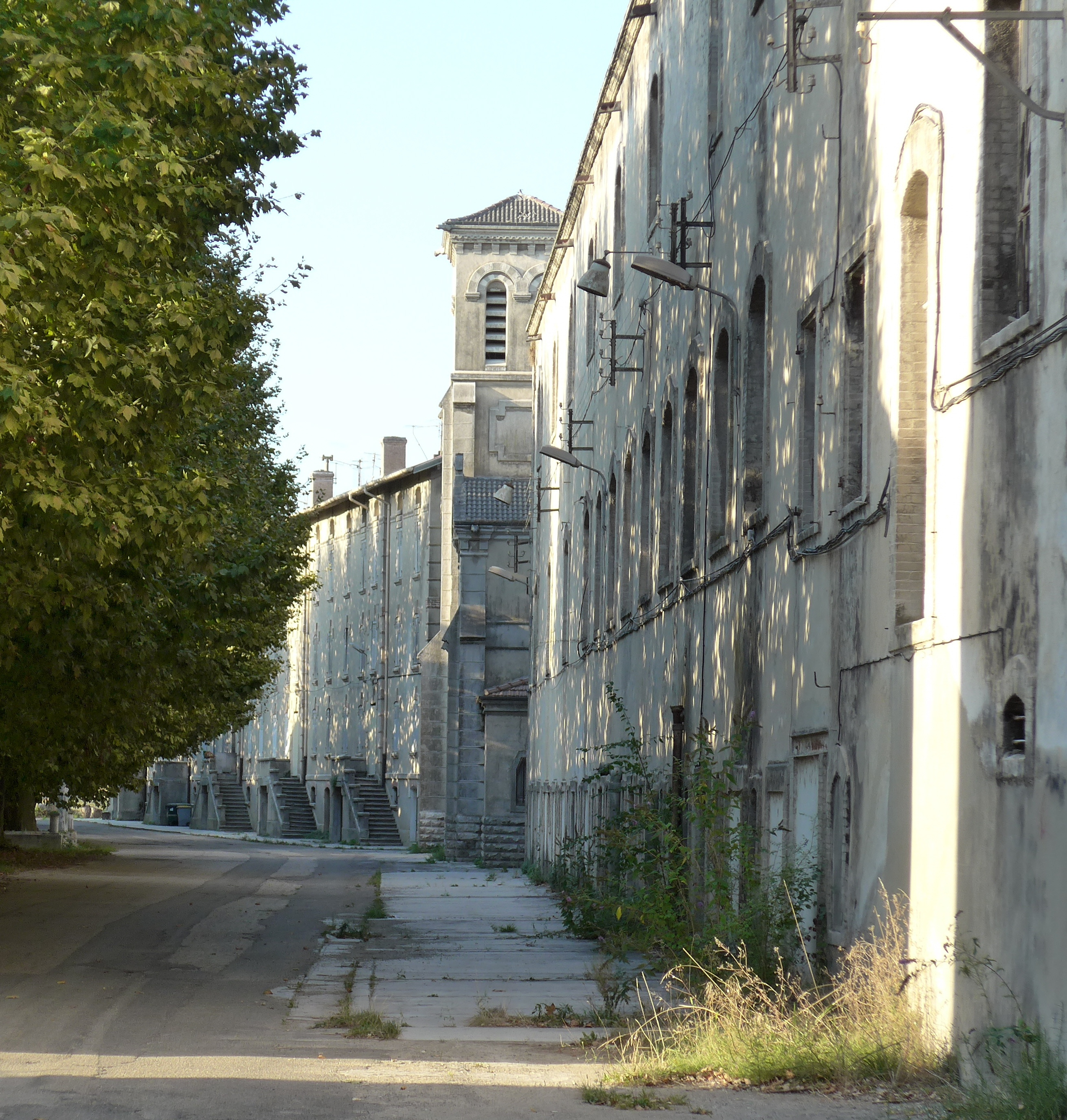
Chapelle Saint-Victor de la Cité Blanche[4].
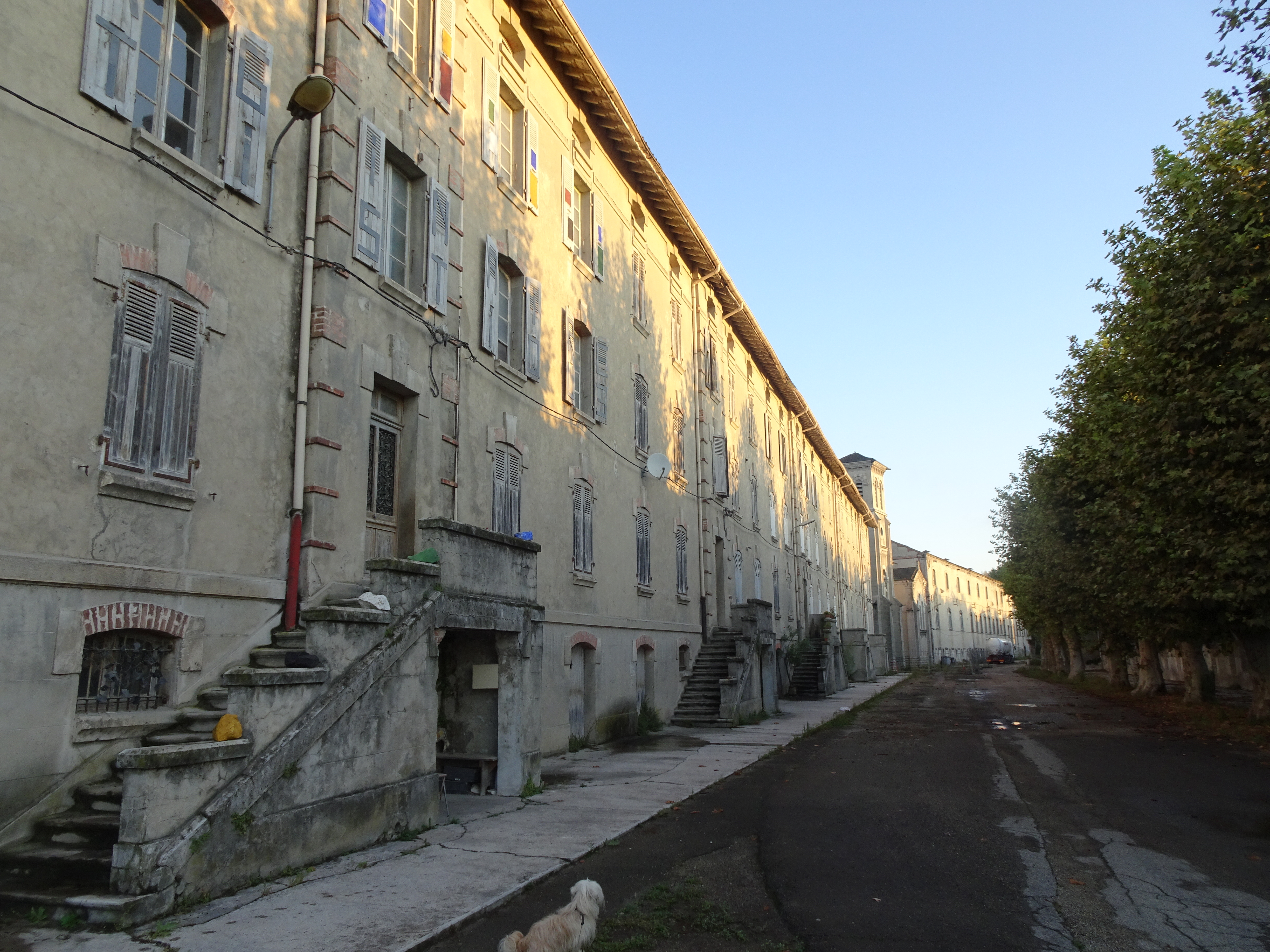
Autre angle de vue de la rue[4].

## Distinctions

### Prix
- Grand Prix de la Semaine de la critique au Festival de Cannes 2009[1]
- Prix du Syndicat français de la critique de cinéma 2009 : Meilleur premier film français
- Prix du Grand Rail d'or au Festival de Cannes 2009

### Nominations
- Caméra d'or[5]
- Prix Louis-Delluc 2009 du premier film[6]
- Première édition 2011 de My French Film Festival[6]
- Festival In French with English subtitles - New York 2009[6]